# Измеримая функция
Измери́мые функции представляют естественный класс функций, связывающих пространства с выделенными алгебрами множеств, в частности измеримыми пространствами.

## Определение
Пусть {\displaystyle (X,{\mathcal {F}})} и {\displaystyle (Y,{\mathcal {G}})} — два множества с выделенными алгебрами подмножеств. Тогда функция {\displaystyle f:X\to Y} называется {\displaystyle {\mathcal {F}}/{\mathcal {G}}}-измеримой, или просто измеримой, если прообраз любого множества из {\displaystyle {\mathcal {G}}} принадлежит {\displaystyle {\mathcal {F}}}, то есть {\displaystyle \forall B\in {\mathcal {G}},\;\{x\colon f(x)\in B\}\in {\mathcal {F}}.}

## Замечания
- Если {\displaystyle X} и {\displaystyle Y} — топологические пространства, и алгебры {\displaystyle {\mathcal {F}}} и {\displaystyle {\mathcal {G}}} явно не указаны, то предполагается, что это борелевские σ-алгебры соответствующих пространств.
- Смысл данного определения в том, что если на множестве {\displaystyle X} задана мера, то данная функция индуцирует (передаёт) эту меру и на множество {\displaystyle Y}.

## Вещественнозначные измеримые функции
Пусть дана функция {\displaystyle f:(X,{\mathcal {F}})\to (\mathbb {R} ,{\mathcal {B}}(\mathbb {R} ))}. Тогда данное выше определение измеримости эквивалентно любому из нижеследующих:
- Функция {\displaystyle f} измерима, если
{\displaystyle \forall c\in \mathbb {R} ,\;\{x\in X\mid f(x)\ >c\}\in {\mathcal {F}}}.

- Функция {\displaystyle f} измерима, если
{\displaystyle \forall a,b\in \mathbb {R} }, таких что {\displaystyle a\leq b}, имеем {\displaystyle \{x\in X\mid f(x)\in \langle a,b\rangle \}\in {\mathcal {F}}},

где {\displaystyle \langle a,b\rangle } обозначает любой интервал, открытый, полуоткрытый или замкнутый.

## Связанные определения
- Пусть {\displaystyle (X,{\mathcal {F}})=(\mathbb {R} ,{\mathcal {B}}(\mathbb {R} ))} и {\displaystyle (Y,{\mathcal {G}})=(\mathbb {R} ,{\mathcal {B}}(\mathbb {R} ))} — две копии вещественной прямой вместе с её борелевской σ-алгеброй. Тогда измеримая функция {\displaystyle f:(\mathbb {R} ,{\mathcal {B}}(\mathbb {R} ))\to (\mathbb {R} ,{\mathcal {B}}(\mathbb {R} ))} называется борелевской.
- Измеримая функция {\displaystyle f:(\Omega ,{\mathcal {F}})\to (Y,{\mathcal {G}})}, где {\displaystyle \Omega } — множество элементарных исходов, а {\displaystyle {\mathcal {F}}} — σ-алгебра случайных событий, называется случайным элементом. Частным случаем случайного элемента является случайная величина, для которой {\displaystyle (Y,{\mathcal {G}})=(\mathbb {R} ,{\mathcal {B}}(\mathbb {R} ))}.

## Примеры
- Пусть {\displaystyle f:\mathbb {R} \to \mathbb {R} } — непрерывная функция. Тогда она измерима относительно борелевской σ-алгебры на числовой прямой.
- Пусть {\displaystyle f:(X,{\mathcal {F}})\to (\mathbb {R} ,{\mathcal {B}}(\mathbb {R} )),} и {\displaystyle f(x)=\mathbf {1} _{A}(x),\;x\in X} — индикатор множества {\displaystyle A\not \in {\mathcal {F}}.} Тогда функция {\displaystyle f} не является измеримой.

## Свойства
- Теорема Лузина. Функция {\displaystyle f\colon \mathbb {R} \to \mathbb {R} } измерима тогда и только тогда, когда для любого {\displaystyle \varepsilon >0} существует непрерывная функция  {\displaystyle h\colon \mathbb {R} \to \mathbb {R} } отличающаяся от {\displaystyle f} на множестве меры не больше {\displaystyle \varepsilon }.

## История
В 1901 году французский математик А. Лебег, на основе построенной им теории интеграла Лебега, поставил задачу: найти класс функций, более широкий, чем аналитические, однако при этом допускающий применение к нему многих аналитических методов.
К этому времени уже существовала общая теория меры, разработанная Э. Борелем (1898), и первые работы Лебега опирались на борелевскую теорию.
В диссертации Лебега (1902) теория меры была обобщена до так называемой меры Лебега.
Лебег определил понятия измеримых множеств, ограниченных измеримых функций и интегралов для них, доказал, что все «обычные» ограниченные функции, исследуемые в анализе, измеримы, и что класс измеримых функций замкнут относительно основных аналитических операций, включая операцию предельного перехода.
В 1904 году Лебег обобщил свою теорию, сняв условие ограниченности функции.
Исследования Лебега нашли широкий научный отклик, их продолжили и развили многие математики: Э Борель, М. Рис, Дж. Витали, М. Р. Фреше, Н. Н. Лузин, Д. Ф. Егоров и др.
Было введено понятие сходимости по мере (1909), глубоко исследованы топологические свойства класса измеримых функций.
Труды Лебега имели ещё одно важное концептуальное значение: они были полностью основаны на спорной в те годы канторовской теории множеств, и плодотворность лебеговской теории послужила веским аргументом для принятия теории множеств как фундамента математики.